# Timothy J. Roemer

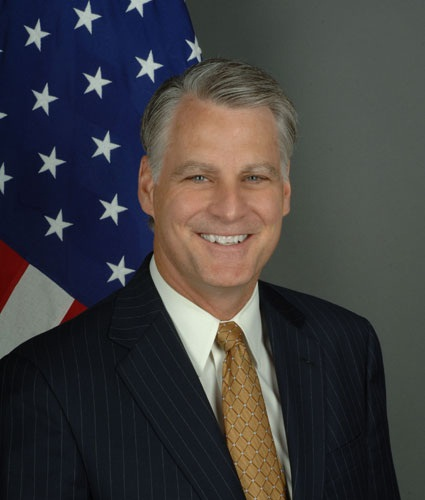
Timothy J. Roemer (2009)

Timothy John („Tim“) Roemer (* 30. Oktober 1956 in South Bend, Indiana) ist ein amerikanischer Diplomat und Politiker (Demokratische Partei). Er gehörte von 1991 bis 2003 für Indiana dem US-Repräsentantenhaus an und war von 2009 bis 2011 US-Botschafter in Indien.

## Familie und Ausbildung
Roemer besuchte die Penn High School in Mishawaka und studierte an der University of California in San Diego, wo er 1979 den Bachelor of Arts (B.A.) erhielt. Danach setzte er sein Studium an der University of Notre Dame (Indiana) fort und schloss dort 1982 mit dem Master of Arts (M.A.) in Politikwissenschaft ab. In Notre Dame erhielt er 1986 im selben Fach den Doktorgrad (PhD) für eine Arbeit mit dem Titel The Senior Executive Service: Retirement and Public Personnel Policy.
Er ist seit 1989 verheiratet mit Sally Johnston, einer Tochter des früheren US-Senators aus Louisiana, Bennett Johnston. Sie haben vier Kinder.

## Politischer Aufstieg in den Kongress
Seine politische Karriere begann in den 1970er Jahren, als er 1978/79 im Stab des Kongressabgeordneten John Brademas (Indiana) tätig war. Von 1985 bis 1989 behörte er dem Stab des US-Senators Dennis DeConcini (Arizona) an und lehrte 1988 für ein Jahr an der American University in Washington, D.C.
Bei der Wahl zum 102. Kongress 1990 gelang es Roemer, ein Mandat zu erringen; somit vertrat er ab dem 3. Januar 1991 den 5. Wahlbezirk des Bundesstaats Indiana im US-Repräsentantenhaus. Im Kongress setzte sich Roemer vor allem für Außen- und Sicherheitspolitik sowie für das Bildungswesen ein. In gesellschaftspolitischen Fragen konservativer als seine Partei (Pro-Life), stimmte er außenpolitisch häufig eher links. Er verweigerte während der Präsidentschaft Bill Clintons die Zustimmung zu dessen Wirtschaftsprogramm 1993 und zum Nordamerikanischen Freihandelsabkommen. Während der Regierung Bush setzte er sich für den No Child Left Behind Act und für die Einrichtung des Department of Homeland Security ein, auch wenn er gegen die letztliche Ausgestaltung dieser Behörde stimmte. Nach fünf erfolgreichen Wiederwahlen kandidierte Roemer 2002 nicht wieder für die Wahl 2002 und schied am 3. Januar 2003 aus dem Kongress.

## 9/11-Kommission und Berater
Kurz vor Ende seiner Abgeordnetentätigkeit wurde Roemer Mitglied der im November 2002 eingesetzten Untersuchungskommission zu den Anschlägen des 11. Septembers, der er bis zu ihrem Abschluss im August 2004 angehörte. Er sorgte für Aufsehen unter Anhängern der Verschwörungstheorien zum 11. September 2001, als er am 11. September 2006 in einem live auf CNN gesendeten Interview versehentlich sagte, dass das Pentagon fünf Jahre zuvor von einer Rakete getroffen worden sei. Er korrigierte sich zwar umgehend, dennoch findet sich der entsprechende Ausschnitt des Interviews seither in vielen Dokumenten des 9/11 Truth Movements.
Im Jahr 2005 war Roemer Kandidat für den Vorsitz des Democratic National Committee und erhielt die Unterstützung der Kongressführer Nancy Pelosi und Harry Reid, unterlag aber Howard Dean. Im Präsidentschaftswahlkampf 2008 unterstützte er früh und vehement mit vielen öffentlichen Auftritten Barack Obama schon in der demokratischen Primary gegen Hillary Clinton und im Hauptwahlkampf gegen John McCain; es gelang Obama in der Folge, Roemers Heimatstaat Indiana zu gewinnen, als erster Demokrat seit 1964.
Roemer arbeitete als Berater, unter anderem für verschiedene politische Think Tanks wie das Mercatus Center und als Leiter des Center for National Policy in Washington, D.C.

## Botschafter in Indien
Im Mai 2009 wurde Roemer von Präsident Barack Obama zum 21. Botschafter der Vereinigten Staaten in Indien ernannt, was viele auf dessen Dankbarkeit für die geleistete Wahlkampfhilfe zurückführen. Am 10. Juli erfolgte seine Bestätigung durch den US-Senat. Roemer nahm seine Arbeit am 23. Juli auf und übergab der indischen Präsidentin Pratibha Patil seine Akkreditierungspapiere am 11. August. Im April 2011 kündigte Roemer an, aus familiären Gründen das Amt des Botschafters aufzugeben, auch wenn über andere Gründe spekuliert wurde. So wurde ein geplatztes Waffengeschäft als Grund für Roemers Verärgerung ins Gespräch gebracht. Er schied am 30. Juni 2011 aus dem Amt.
Seit seiner Rückkehr in die Vereinigten Staaten arbeitet Roemer unter anderem als Lobbyist für APCO Worldwide, hat an verschiedenen Universitäten gelehrt und war in verschiedenen Gremien als Berater tätig.

## Belege
1. 1 2 3  Noel Brinkerhoff: U.S. Ambassador to India Resigns … Who is Tim Roemer? In: AllGov.com, 30. April 2011.
2. ↑  Shashi Tharoor: Obama dismayed as India rejects arms deal. In: Al Jazeera, 11. Mai 2011.
3. ↑  U.S. Ambassador to India Timothy J. Roemer Gives Farewell Statement. (Memento des Originals vom 24. Juli 2015 im Internet Archive)  Info: Der Archivlink wurde automatisch eingesetzt und noch nicht geprüft. Bitte prüfe Original- und Archivlink gemäß Anleitung und entferne dann diesen Hinweis. In: NewDelhi.Embassy.gov, 30. Juni 2011.
4. ↑  International Advisory Council: Tim Roemer. In: APCO Worldwide.

| Personendaten    | Personendaten                                          |
| ---------------- | ------------------------------------------------------ |
| NAME             | Roemer, Timothy J.                                     |
| ALTERNATIVNAMEN  | Roemer, Timothy John (vollständiger Name); Roemer, Tim |
| KURZBESCHREIBUNG | US-amerikanischer Politiker und Diplomat               |
| GEBURTSDATUM     | 30. Oktober 1956                                       |
| GEBURTSORT       | South Bend, Indiana                                    |